# Michael Gmeiner
Michael Gmeiner (* 21. November 1985 in Dornbirn) ist ein ehemaliger österreichischer Skirennläufer. Er wurde 2005 Juniorenweltmeister im Riesenslalom und im Super-G.

## Werdegang
Nach einigen Erfolgen bei Schülerrennen bestritt Gmeiner im November 2000 sein erstes FIS-Rennen. Im Februar 2003 wurde er bei den österreichischen Jugendmeisterschaften jeweils Dritter im Super-G und in der Kombination und im Dezember desselben Jahres fuhr er im Slalom von Tschagguns erstmals unter die besten zehn in einem FIS-Rennen. Seinen ersten Einsatz im Europacup hatte der Vorarlberger am 23. Jänner 2004 im Super-G von Zauchensee, kam dabei aber nur auf Platz 72.
Die nächsten Starts im Europacup folgten ein Jahr später in Bad Kleinkirchheim. Hier fuhr er mit Platz 30 im Super-G zum ersten und einzigen Mal in die Punkteränge. Zwei Tage danach kam er mit Platz drei im Slalom in Hinterreit bei Maria Alm erstmals in einem FIS-Rennen auf das Podest.

### Juniorenweltmeister 2005
Die größten Erfolge seiner Karriere feierte der damals 19-Jährige im Februar 2005 bei der Juniorenweltmeisterschaft in Bardonecchia. Gmeiner gewann sowohl den Super-G als auch den Riesenslalom und wurde Vierter in der Abfahrt. In seiner eigentlich stärksten Disziplin, dem Slalom, fiel er jedoch aus, weshalb er auch in der Kombination nicht in die Wertung kam. Als zweifacher Juniorenweltmeister durfte er in diesen Disziplinen auch beim Weltcupfinale in Lenzerheide starten. Im Super-G kam er allerdings nicht ins Ziel und am Riesenslalom nahm er am nächsten Tag nicht teil. Dieser Super-G blieb sein einziger Weltcupeinsatz.
In den folgenden zwei Jahren wurde Gmeiner durch mehrere Verletzungen zurückgeworfen. Im November 2005 zog er sich bei einem Trainingssturz am Mölltaler Gletscher einen Kreuzbandriss zu, weshalb er im gesamten Winter 2005/06 keine Rennen bestreiten konnte. Im nächsten Sommer musste er nach einem Autounfall eine Trainingspause einlegen. Am 11. Dezember 2006 gab Gmeiner im FIS-Riesenslalom im Pitztal sein Comeback und erreichte dabei Platz acht. Nur zwei Tage später kam er im zweiten Durchgang des Riesenslaloms von Laax erneut zu Sturz und erlitt wieder einen Kreuzbandriss. Im Winter 2007/08 kehrte Gmeiner auf die Pisten zurück. Er erreichte drei Podestplätze bei FIS-Rennen, kam im Europacup allerdings nur einmal zum Einsatz und blieb weit von den Punkterängen entfernt. Ende März 2008 erreichte er mit Rang zehn im Super-G sein bestes Ergebnis bei österreichischen Meisterschaften. In der Saison 2008/09 fuhr Gmeiner in zwei FIS-Riesenslaloms auf das Podest, bei seinen drei Europacupeinsätzen blieb jedoch ein 47. Platz im Super-G auf der Reiteralm sein einziges Resultat. Deshalb verlor er nach dem Winter auch seine ÖSV-Kaderzugehörigkeit.
Zu Beginn der Saison 2009/10 nahm Gmeiner noch an zwei Europacuprennen teil und startete danach nur noch bei FIS-Rennen. Am 12. Dezember 2009 gelang ihm im Super-G von Matrei in Osttirol der erste und einzige Sieg in einem FIS-Rennen, nachdem er zuvor bereits achtmal auf dem Podest gestanden war.
Nach diesem Winter beendete Gmeiner seine Karriere.

## Sportliche Erfolge

### Juniorenweltmeisterschaften
- Bardonecchia 2005: 1. Super-G, 1. Riesenslalom, 4. Abfahrt

### Weitere Erfolge
- Ein Sieg in einem FIS-Rennen